# سلسلة متاجر

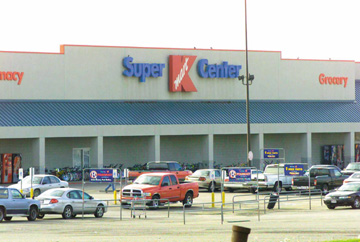
متجر من سلسلة متاجر كايمارت الأميركية

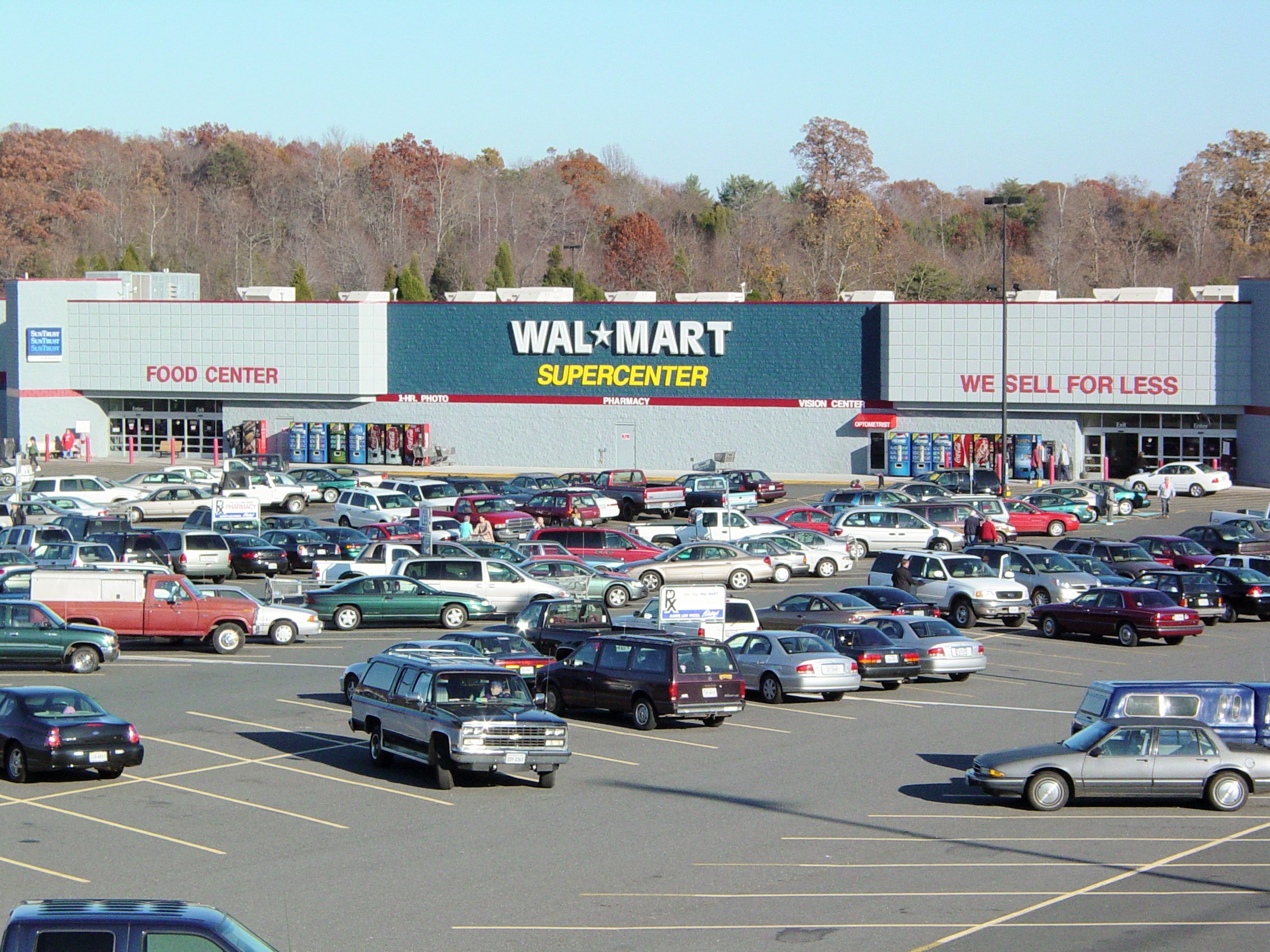
متجر شركة والمارت السلسلية

سلسلة المتاجر أي متجر متعدد الفروع عبارة عن مخازن لتجارة التجزئة التي تشترك في العلامة والإدارة المركزية، وعادة ما تلتزم السلسلة بأساليب عمل وممارسات تجارية موحده. وأخذت المتاجر تهيمن علي السوق في تجارة التجزئة والطعام والكثير من أصناف الخدمات الأخرى في كافة أرجاء العالم. والمتاجر لتجارة التجزئة الممنوح بالإمتياز هو شكل من أشكال المتجر المتسلسل. وفي عام 2004، أصبحت شركة والمارت الأميركية أكبر مؤسسة تجارية في العالم من ناحية إجمالي المبيعات.

## تاريخ وأصل
نمت المتاجر المتعددة في إنجلترا ومتاجر السلسلة في الولايات المتحدة الأمريكية في وقت واحد. أصبحت بعض المتاجر المتعددة في إنجلترا كبيرة الحجم. لدى مؤسسة The Boots cash الكيميائي أكثر من 1300 فرع. في الولايات المتحدة الأمريكية، تُعرف هذه بـ «متاجر السلسلة». وهناك شبكة من متاجر السلسلة هذه في الولايات المتحدة الأمريكية وتحظى بشعبية هائلة هناك.
في الولايات المتحدة، بدأت سلسلة المتاجر مع تأسيس شركة Great Atlantic و Pacific Tea Company (A&P) في عام 1859. وبحلول أوائل العشرينات من القرن الماضي، كانت الولايات المتحدة تتباهى بثلاث سلاسل وطنية: A&P و Woolworth's و United Cigar Stores. بحلول الثلاثينيات من القرن الماضي، كانت المتاجر قد بلغت سن الرشد وتوقفت عن زيادة حصتها الإجمالية في السوق. ظهرت قرارات المحكمة ضد خفض أسعار السلاسل في وقت مبكر من عام 1906، وبدأت القوانين ضد متاجر السلسلة في عشرينيات القرن الماضي، جنبًا إلى جنب مع الإجراءات القانونية المضادة التي اتخذتها مجموعات المتاجر المتسلسلة.

## سلاسل مطاعم
سلسلة المطاعم عبارة عن مجموعة من المطاعم ذات صلة التي هي تحت أما الملكية المشتركة أو الملكية المؤسسية (مثل شركة ماكدونالدز في الولايات المتحدة) أو عقود حق الامتياز. عامة، المطاعم التي هي في سلسلة تكون بنيت وفقا لصيغة موحدة من خلال تطوير نموذج معماري وهي تقدم قائمة مأكولات محددة.

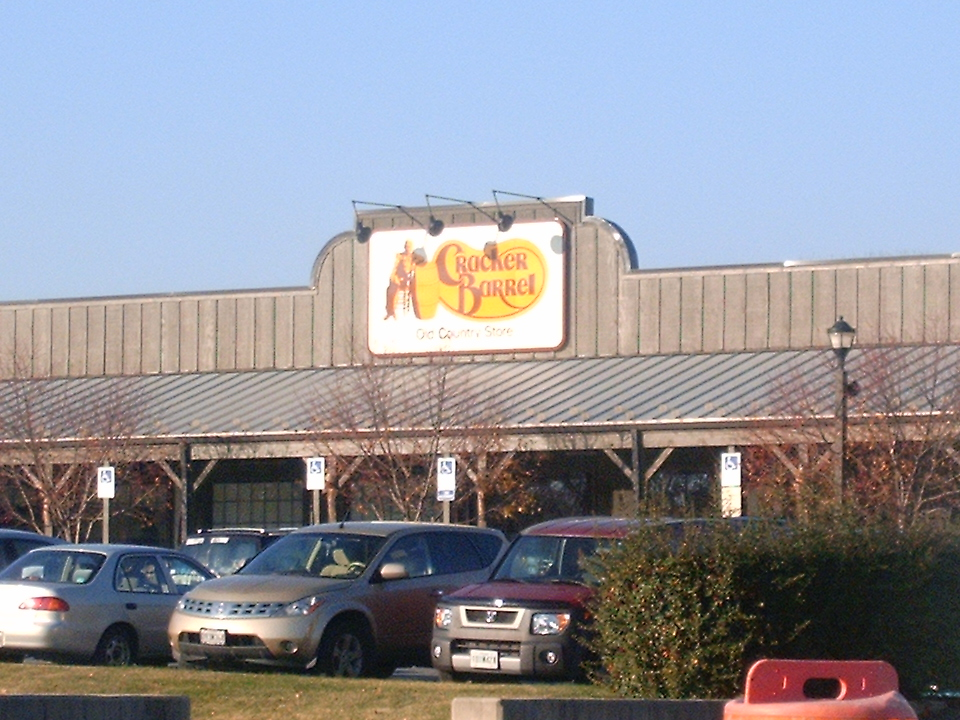
مطعم من سلسلة مطاعم كراكر بارل

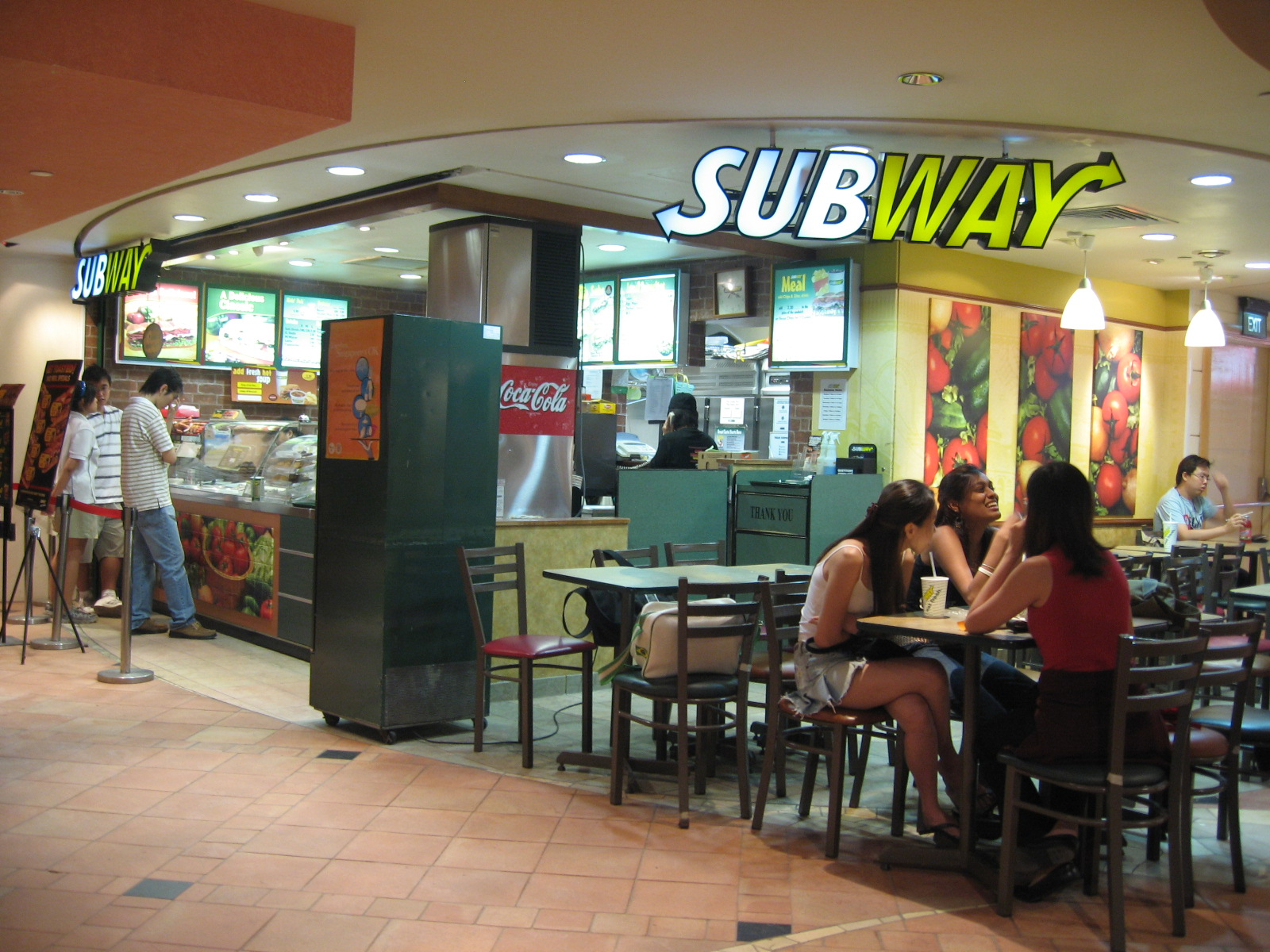
مطعم ذو حق الامتياز من سلسلة صبواي

مطاعم الوجبة السريعة هي الأكثر شيوعا، إلا أن مطاعم الجلوس مثل تي جي آي فرايديز وتشيليز توجد كذلك وخصيصا قريبا من الطرق السريعة ومراكز التسوق والأماكن السياحية.

## اعتراض
أدى إزاحة الشركات المستقلة عن طريق السلاسل إلى زيادة التعاون بين الشركات والمجتمعات المستقلة لمنع انتشار السلسلة. تشمل هذه الجهود التنظيم المجتمعي من خلال تحالفات الأعمال المستقلة (في الولايات المتحدة وكندا) وحملات «شراء محلية». في الولايات المتحدة، تقوم المنظمات التجارية مثل جمعية بائعي الكتب الأمريكية وتجار التجزئة الأمريكيين للألعاب المتخصصة بالترويج والدعوة على المستوى الوطني. تقدم المنظمات غير الحكومية مثل مشروع القواعد الجديدة ومؤسسة الاقتصاد الجديد الأبحاث والأدوات لتعليم وسياسة الأعمال المؤيدة للاستقلال بينما يقدم تحالف الأعمال المستقل الأمريكي مساعدة مباشرة للتنظيم على مستوى المجتمع.